# Ngũ Tổ Pháp Diễn
Ngũ Tổ Pháp Diễn (zh: 五祖法演; ja. Goso Hōen; 1024-1104) là Thiền sư Trung Quốc đời Tống. Sư thuộc Lâm tế Tông đời thứ 10, phái Dương Kỳ. Sư là đệ tử nối pháp của Thiền sư Bạch Vân Thủ Đoan. Dưới sư có nhiều vị pháp tử có công phát triển Tông Lâm Tế như Viên Ngộ Khắc Cần, Thanh Viễn Phật Nhãn, Huệ Cần Phật Giám và Khai Phúc Đạo Ninh (Thiền sư Vô Môn Huệ Khai - Tác giả tập Vô môn quan thuộc dòng pháp của vị này).

## Cơ duyên và hàng trạng
Sư họ Đặng, sinh năm 1024, quê ở Ba Tây, Miên Châu (nay là Miên Dương, Tứ Xuyên). Năm 35 tuổi, sư xuất gia và thọ giới Cụ túc. Sau đó sư đến Thành Đô học luận Bách Pháp và Duy thức tông. Nhân một hôm nghe vị pháp sư giảng giáo nghĩa của Pháp tướng tông, sư thắc mắc hỏi pháp sư, vị pháp sư không trả lời được nên chỉ sư đến phương Nam yết kiến các vị Thiền sư.
Sư đến yết kiến Thiền sư Viên Chiếu Tông Bản (Tông Vân Môn) liền có hiểu về chổ nghi ngày trước. Một hôm, sư xem công án về việc tăng hỏi Thiền sư Hưng Hóa Tồn Tưởng, liền tự khởi nghi tình, đến hỏi Thiền sư Viên Chiếu thì Viên Chiếu chỉ sư tới tham học với các Thiền sư Lâm Tế tông.
Kế đến, sư tham vấn Thiền sư Phù Sơn Pháp Viễn (Tông Lâm Tế). Sư đem chổ nghi ngày trước ra hỏi, Thiền sư Pháp Viễn nói: "Ta có một thí dụ nói tương tợ cho ông. Ông giống như kẻ bán củi trong ba thôn, gánh một gánh đến chữ thập (+) đầu đường đứng hỏi người, ở trong nhà ngày nay thương lượng việc gì?". Sau Thiền sư Pháp Viễn vì thấy mình đã già, không còn đủ sức dạy chúng nên chỉ sư qua yết kiến Thiền sư Bạch Vân Thủ Đoan.
Tới pháp hội của Thiền sư Bạch Vân Thủ Đoan, sư chuyên cần tinh tấn tham Thiền. Một hôm, sư đến tham vấn Bạch Vân và nhắc lại công án về việc vị tăng hỏi Nam Tuyền về châu ma-ni. Bạch Vân nạt sư, sư ngay đó lãnh hội bèn làm bài kệ: 
山 前 一 片 閑 田 地 
叉 手 叮 嚀 問 祖 翁 
幾 度 賣 來 還 自 買
為 憐 松 竹 引 清 風 
Sơn tiền nhất phiến nhàn điền địa
Xoa thủ đinh ninh vấn tổ ông  
Kỷ độ mãi lai hoàn tự mại
Vi lân tùng trúc dẫn thanh phong.
Trước non một mảnh nhàn điền địa
Tay chấp tận tình hỏi Tổ ông
Mấy độ bán ra rồi mua lại
Vì thương tùng trúc dẫn gió lành.
Sư được Thiền sư Bạch Vân Thủ Đoan ấn khả và cho đảm nhận công việc trồng gai trong chùa. Một hôm, Thiền sư Thủ Đoan đến bảo sư: "Có một số Thiền khách từ Lô Sơn đến đều có chỗ ngộ nhập, bảo y nói cũng nói được rõ ràng, cử nhân duyên hỏi y cũng hiểu được, bảo y hạ ngữ cũng hạ được, chỉ là chưa hiện tiền". Khi ấy Sư khởi nghi, thầm nghĩ: "Đã ngộ rồi nói cũng nói được, rõ cũng rõ được, tại sao chưa hiện tiền?". Sư tham cứu mối nghi tình này nhiều ngày, bỗng nhiên đại ngộ triệt để, mọi kiến giải trước kia đều dứt sạch. Sư liền chạy đến yết kiến Bạch Vân. Bạch Vân thấy sư bèn tay múa, chân đạp. Sư chỉ cười mà thôi. Sau này khi ra hoằng pháp, sư nhận xét về chổ ngộ này như sau: "Tôi nhân đây khắp thân xuất mồ hôi, liền rõ được dưới chỗ gió lành". 
Sau khi đắc pháp, đầu tiên sư đến hoằng pháp ở chùa Tứ Diện, sau lại dời về núi Bạch Vân. Cuối cùng, sư trụ trì ở núi Ngũ Tổ, Đông Sơn nên người đời gọi sư là Ngũ Tổ Pháp Diễn (Thiền sư Pháp Diễn ở núi Ngũ Tổ).
Niên hiệu Sùng Ninh thứ 3, đời vua Tống Huy Tông nhà Bắc Tống (1104), ngày 25 tháng 6, sư thượng đường từ biệt chúng: "Hòa thượng Triệu Châu có câu rốt sau, các ông làm sao lãnh hội, thử ra nói xem? Nếu lãnh hội được chẳng ngại sống thong dong tự tại, bằng chưa được thế, việc tốt này làm sao nói?". Sư im lặng giây lâu nói: "Nói thì nói rồi, chỉ là các ông chẳng biết. Cần hiểu chăng? Giàu hiềm ngàn miệng ít, nghèo hận một thân nhiều. Trân trọng!". Sư rời pháp tòa về trượng thất tắm gội sạch sẽ, nằm tướng cát tường rồi thị tịch.
Pháp ngữ của sư được đệ tử ghi lại trong quyển Pháp Diễn Thiền Sư Ngữ Lục.

## Pháp ngữ
Sư là nhân vật chính trong công án thứ 37 -  " Con trâu qua cửa " tập Vô Môn Quan của Thiền Sư Vô Môn Huệ Khai. Trong Thiền Lâm Tế tại Nhật, người ta xếp công án này vào loại "Nan Thấu Công Án", tức là các công án rất khó lĩnh hội vì những sự đối nghịch ngay trong trường hợp được trình bày.

Trích nguyên bản trong Vô Môn Quan (Dương Đình Hỷ dịch Việt): 
Cử: Ngũ tổ Diễn nói: "Tỷ như con trâu qua cửa, đầu, sừng, bốn chân đều qua, tại sao cái đuôi lại không qua được".
Bình: Nếu các ông mở một con mắt mà hiểu được chỗ này, hạ được một chuyển ngữ thì có thể trên báo tứ ân, dưới độ 3 cõi. Nếu chưa thì phải để ý đến cái đuôi này.
Tụng:
過 去 墮 坑 塹
回 來 卻 被 壞
者 些 尾 巴 子
直 是 甚 奇 怪
Quá khứ đọa khanh tiệm
Hồi lai khước bị hoại
Giả ta vĩ ba tử
Trực thị thậm kỳ quái.
Quá bước lọt hố
Lùi lại hại thân
Cái đuôi trâu đó
Có thấy lạ chăng?